# Cars Toon
Cars Toon ou Les bagnoles animées au Québec est une série de courts métrages d'animation produits par Pixar faisant figurer les personnages Flash McQueen et Martin, du film Cars. Les épisodes ont été diffusés à la télévision américaine sur Toon Disney, Disney Channel et ABC Family à partir du 27 octobre 2008. Non exclusifs à la télévision, certains épisodes ont même précédé des films sortis au cinéma, comme avant Volt, star malgré lui.
Lors de sa sortie Web sur le portail francophone de Disney, la série avait pour nom Les Grands Contes de Martin mais, lors de sa diffusion sur TF1 en 2009, elle fut rebaptisée Martin se la raconte : à cette occasion, le court métrage Martin et la Lumière fantôme fut aussi diffusé, mais il ne fait pas partie de cette série, il n'en respecte d'ailleurs aucun code narratif. Ce court métrage était initialement destiné à servir de bonus pour la sortie DVD du film Cars. L'école de pilotage de miss Fritter est un autre court métrage sorti en même temps que Cars 3.
Les trois premières saisons de la série sont centrées sur le prétendu passé méconnu de Martin, mais il s'agit de délires complets puisque Flash McQueen est toujours impliqué dans ces histoires alors qu'il n'en a aucun souvenir. Pourtant, la plupart du temps, le dernier plan apporte un élément qui laisse supposer que l'histoire pourrait être vraie.
La seule exception est Tokyo Martin où la fin ne corrobore pas les dires de Martin, mais c'est un épisode à part à la fois par sa durée (deux fois plus long) et par sa distribution puisqu'il fut d'abord diffusé au cinéma avant le film Volt, star malgré lui.
Les neuf épisodes des deux premières saisons sont sortis en DVD et en Blu-Ray en novembre 2010.
La quatrième saison a un autre format : intitulée Les Contes de Radiator Springs, ses épisodes ne sont plus centrés sur Martin. L'épisode 4 marque notamment le retour d'Owen Wilson pour la voix de Lightning McQueen.

## Liste des épisodes
1. Saison 1
  1. Martin à la rescousse (Rescue Squad Mater)
  2. Martin le grand (Mater The Greater)
  3. El Martindor (El Materdor)
2. Saison 2
  1. Martin Volant Non Identifié (Unidentified Flying Mater)
  2. Tokyo Martin (Tokyo Mater)
  3. Martin poids lourd (Monster Truck Mater)
  4. Heavy Metal Martin (Heavy Metal Mater)
  5. Martin lunaire (Moon Mater)
  6. Martin détective privé (Mater Private Eye)
3. Saison 3
  1. Air Martin (Air Mater)
  2. Martin remonte le temps (Time Travel Mater)
4. Saison 4 
  1. Hoquet (Hiccups)
  2. Ça Tourne (Spinning)
  3. Asticoté (Bugged)
  4. Les 500 Miles ½ de Radiator Springs (The Radiator Springs 500 ½)

## Distribution

### Voix originales
- Larry the Cable Guy : Mater
- Keith Ferguson : Lightning McQueen
- Lindsey Collins : Mia
- Elissa Knight : Tia
- Tony Shalhoub : Luigi

### Voix françaises
- Jean-Pierre Gernez : Martin
- Axel Kiener : Flash McQueen
- Isabelle Volpé : Mia
- Marie Millet : Tia
- Fedele Papalia : Guido
- Stéphane Bazin : Marteau (Martin Volant Non Identifié)
- Jean-Luc Atlan : Roger (Martin lunaire)
- Alexandre Cross : Impala 13 (Martin lunaire)
- Brigitte Virtudes : Laverne (Martin détective privé)
- Julien Kramer : Le Putois (Martin détective privé)
- Jonathan Amram : Clyde (Martin détective privé)
- Michel Dodane : Shérif (Tokyo Martin), Stanley (Martin Remonte le Temps)
- Damien Boisseau : Kabuto (Tokyo Martin)
- Alexis Tomassian : Ito-San et Boost (Tokyo Martin)
- Donald Reignoux : DJ (Tokyo Martin)
- Hervé Rey : Wingo (Tokyo Martin)
- Xavier Fagnon : Martin (Air Martin)
- Hervé Rey : Sparky (Air Martin)
- Michel Elias : Skipper (Air Martin)
- Marie Millet-Giraudon : Mia, Tia (Air Martin)
- Marion Game : Lizzie (Martin Remonte le Temps)
- Pascal Sellem : Fillmore